# Гальчевка
Гальчевка — деревня в Торбеевском районе Республики Мордовия России. Входит в состав Сургодьского сельского поселения.

## География
Деревня находится в юго-западной части Мордовии, в пределах северо-западного склона Приволжской возвышенности, в зоне хвойно-широколиственных лесов, на правом берегу реки Кожи, на расстоянии примерно 13 километров (по прямой) к юго-западу от рабочего посёлка Торбеево, административного центра района. Абсолютная высота — 170 метров над уровнем моря.
Климат
Климат характеризуется как умеренно континентальный. Среднегодовая температура воздуха — 3,5 — 4,5 °С. Средняя температура воздуха самого тёплого месяца (июля) — 18,9 — 19,8 °C (абсолютный максимум — 37 °C); самого холодного (января) — −12,3 — −11,5 °C. Продолжительность безморозного периода достигает 149 дней. Среднегодовое количество атмосферных осадков составляет 500—525 мм. Устойчивый снежный покров образуется в последней декаде ноября и держится в течение 140—150 дней.
Часовой пояс
Деревня Гальчевка, как и вся Мордовия, находится в часовой зоне МСК (московское время). Смещение применяемого времени относительно UTC составляет +3:00.

## Население
| 2002 | 2010 |
| ---- | ---- |
| 89   | ↘87  |

Половой состав
По данным Всероссийской переписи населения 2010 года в гендерной структуре населения мужчины составляли 48,3 %, женщины — соответственно 51,7 %.
Национальный состав
Согласно результатам переписи 2002 года, в национальной структуре населения мордва-мокша составляла 94 % из 89 чел.